# 허성태 (교육인)
파일:스캔사진 -허성태회장.jpg
[목차]

## 이름
이름은 허성태(許聖泰)이다.

## 출생
1951년 8월 20일(음) 경상남도 김해시 봉황동 출생

## 학력
부산남고등학교 졸업(12회), 동아대학교 법학과(1975년 2월 졸업), 동아대학교 대학원 법학과 (1983년 2월 석사 졸업)

## 경력
부산광역시교육청에서 부산대신중학교 교사 생활을 마지막으로(2000년) 한 후
학장여자중학교 교감, 부산광역시 서부교육청 장학사, 남부교육청 장학관, 부산대신중학교 교장, 다대고등학교 교장, 부산광역시 북부교육지원청 교육장,
다대고등학교 교장으로 정년 퇴임(2013년 8월).
현재 퇴직교원 단체인 사단법인 부산교육삼락회 회장(2017년 1월 1일 ~ 현재), 사단법인 부산창작오페라단 부이사장(2023년~).

## 생애 및 업적
대한민국의 교육인으로 젊음을 교육현장 및 교육행정 기관 등에서 창의적이며 개척적인 노력을 통해 교육과 사회 발전에 기여한 김해출신의 교육자.
1951년 경상남도 김해시 봉황동에서 태어났다.
김해 동광국민학교 다니다가  5학년때 부산으로 전학을 간 후 동아대학교 대학원 법학과 석사로 졸업하였다.
부산광역시 교육청에서 중등교육 발전에 헌신하였다.
부산대신중학교 교사를 마지막으로 하고 학장여자중학교에서 교감, 부산광역시 서부교육청 장학사, 남부교육청 장학관, 부산대신중학교 교장, 다대고등학교 교장을 거쳐 부산광역시 북부교육지원청 교육장(2010년9월~2012년8월)을 역임한 후 다대고등학교 교장으로(2013년 8월) 정년 퇴임하였다.
부산대신중학교 교장 재임 중 2007년도 전국 최초로 학교급식에서 학생들의 건강한 식생활 개선을 위해 'Fruit Day'(매주 금요일에 과일 먹는 날)을 운영하였다.
부산광역시교육청에서 2008년도 전국 최초로 실시된 교장 평가제에서 상위 3% 최상위 교장으로 최우수 평가를 받아 동서 교육격차 해소와 서부산권 학력신장을 위한 특별연구 교장으로 선발되어 2009년도에 다대고등학교 교장으로 전보되어 다대고등학교를 서부산권 명문고등학교로 발돋움 하였다.
2017년 부터 현재까지 한국 퇴직교원 평생교육단체인 사단법인 부산교육삼락회 회장으로 청소년 선도, 학부모 교육, 학교 인성교육 지원, 한글날 백일장 대회, 퇴직교원 연수, 문화예술 지원사업 등 평생교육 봉사활동을 함으로써 국가발전과 사회 공익의 증진에 이바지하고 있다.
현재는 사단법인 부산교육삼락회 회장으로 부산광역시 최고의 교육원로 단체를 이끌어 가고 있고, 사단법인 부산창작오페라단의 부이사장으로 문화예술 활동에 봉사하고 있다.